# Basen termalno-solankowy w Ciechocinku
Basen termalno-solankowy w Ciechocinku – nieczynny basen solankowy w Ciechocinku, znajdujący się przy alei Pojednania. Został oddany do użytku w 1932 roku. Został zaprojektowany przez Romualda Gutta i Aleksandra Szniolista. W uroczystym otwarciu wziął udział prezydent II RP Ignacy Mościcki. 
15 września 2001 roku, w wyniku złego stanu technicznego basenu, władze miasta zamknęły obiekt. Przez następne lata nieczynne już kąpielisko zmieniało kilkakrotnie właściciela. Powstawały koncepcje jego rewitalizacji, planowano m.in. budowę hotelu oraz ogrodu jordanowskiego, jednak do ich realizacji nigdy nie doszło.